# Pasożyt zewnętrzny
Pasożyt zewnętrzny, ektopasożyt (gr. ektós ‘na zewnątrz’) – pasożyt żyjący na powierzchni organizmu żywiciela i żywiący się jego płynami ustrojowymi (np. krwią). Ektopasożyty mają różne przystosowania ułatwiające im korzystanie z tego źródła pokarmu, takie jak specjalnie zbudowane narządy (np. ssawki, przylgi) oraz swoiste enzymy przeciwdziałające krzepnięciu pobieranych substancji. Wiele pasożytów jest patogennych.

## Przykłady

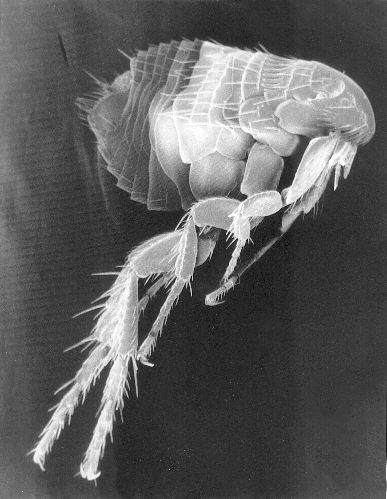
pchła
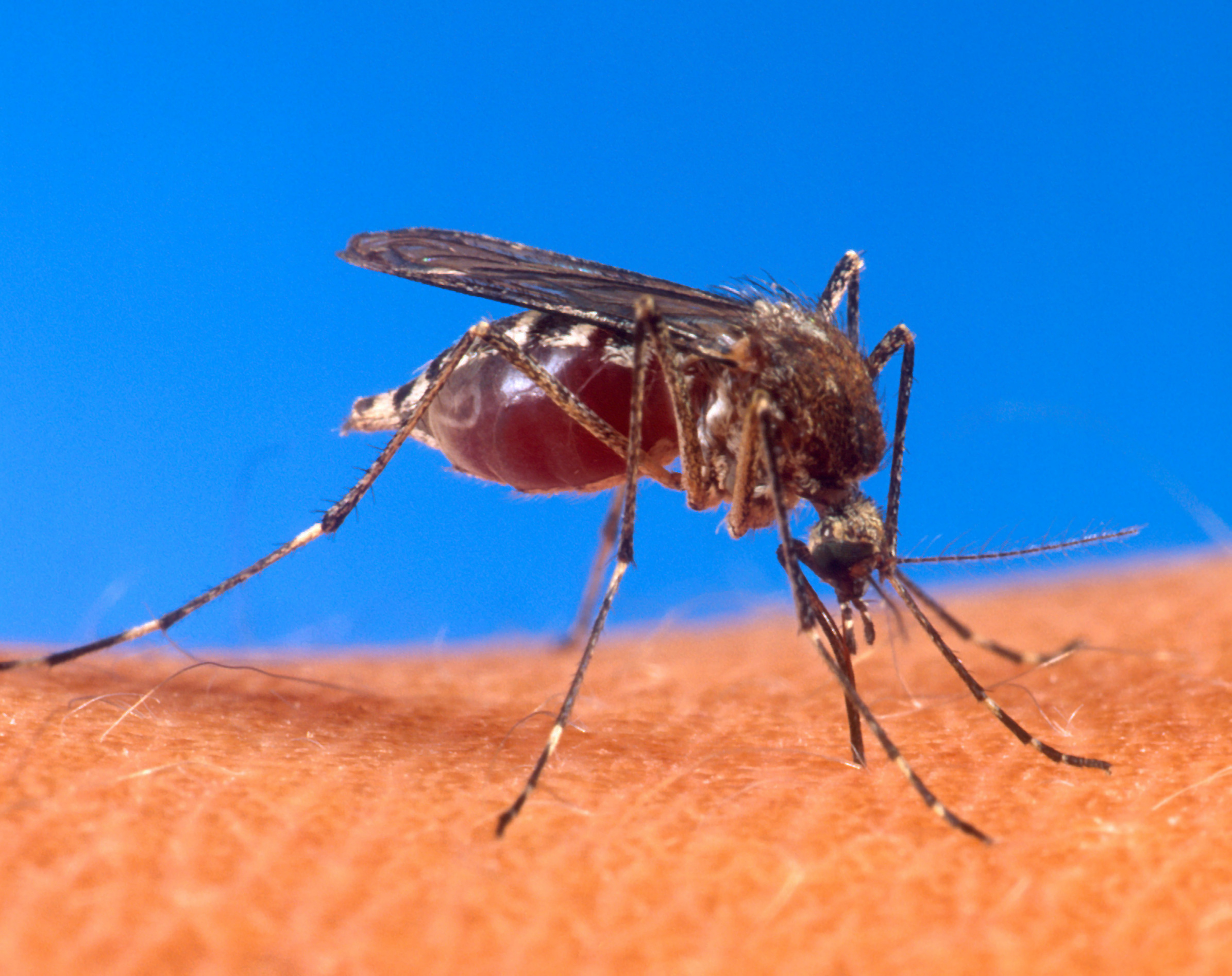
komar
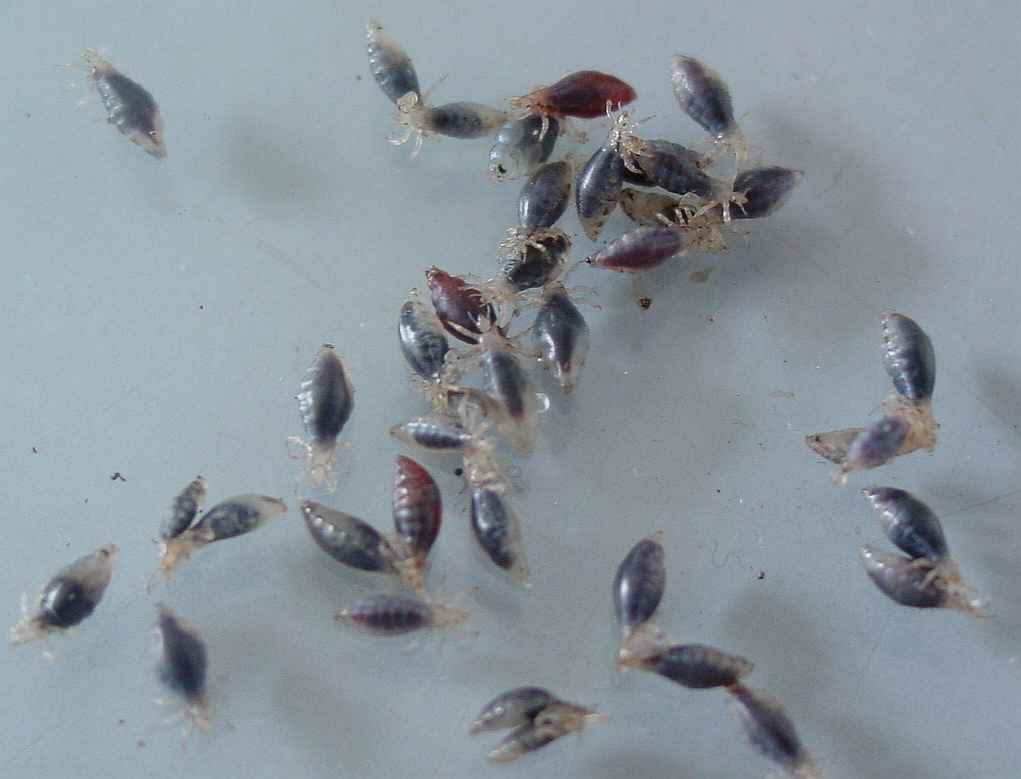
wszy
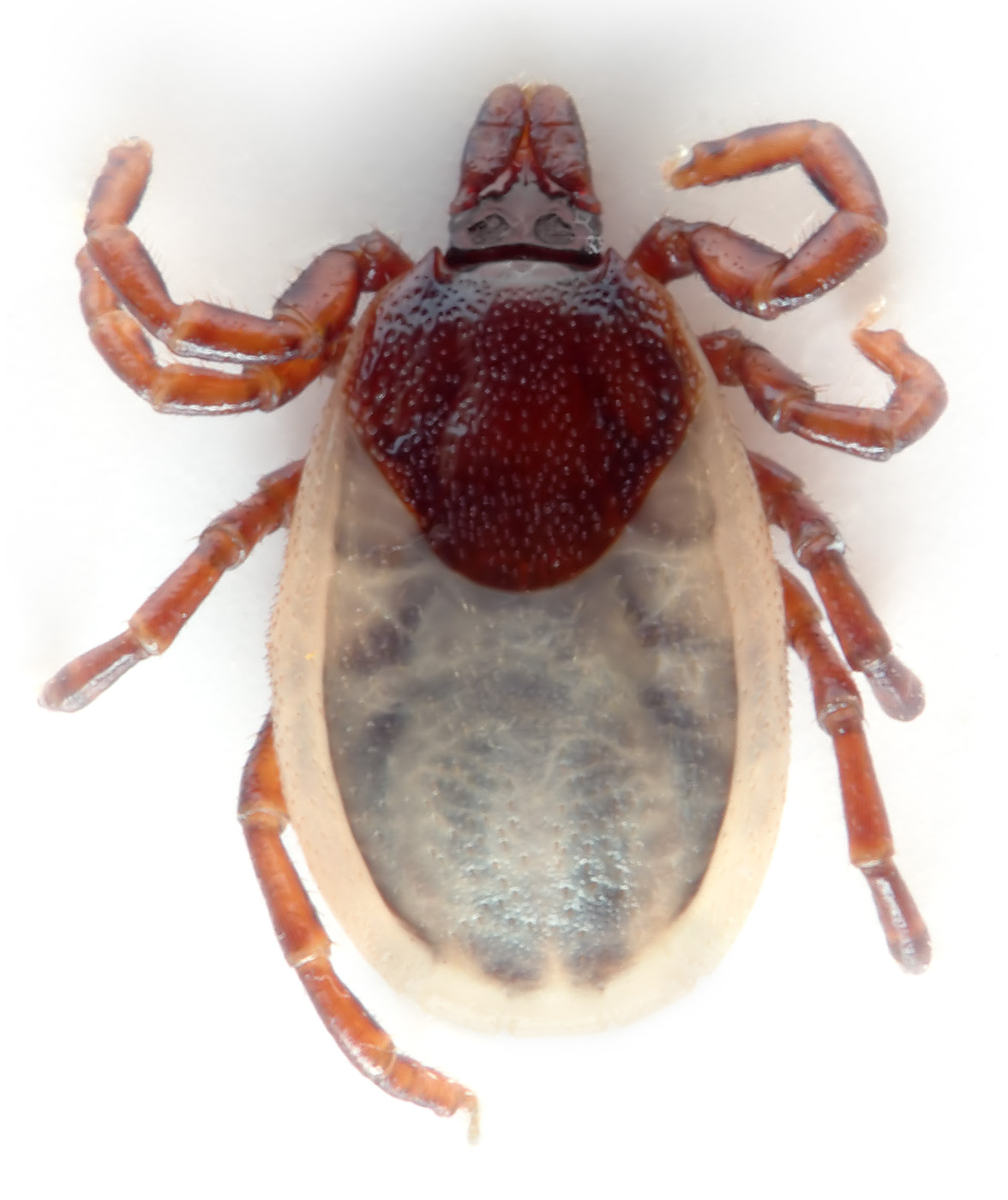
kleszcz